# 中谷圭佑
中谷 圭佑（なかたに けいすけ、1995年1月12日 - ）は、日本の元陸上競技選手。専門は長距離走。上郡中学校・西脇工業高校・駒澤大学卒。日清食品グループ陸上競技部を経てコモディイイダ駅伝部に所属した。

## 経歴･人物
- 西脇工業高校時代は全国高校駅伝での区間賞こそなかったものの、都道府県対抗駅伝では兵庫県代表選手として2・3年時に2年連続で1区区間賞を獲得している。また2012年6月のアジアジュニア陸上競技選手権大会に5000m日本代表として出場し、銅メダルを獲得した。

- 駒澤大学時代は1年生から3年生まで、台風の影響で中止となった2年時の出雲駅伝をのぞく大学三大駅伝のすべてに出走。出場した8大会で区間賞4回・区間2位3回と好成績を残し続けた。3年時には2015年夏季ユニバーシアードに5000m・10000m日本代表として出場。10000mでは銅メダルを獲得した（記録:29分19秒30）[1]。しかし、4年時は故障の影響で出雲駅伝と全日本大学駅伝を欠場。第93回箱根駅伝では4区区間18位に終わった。

- 大学卒業後は日清食品グループで競技を継続していたが陸上競技部の縮小に伴い退部し[2][3]、コモディイイダに移籍[4]。チームのニューイヤー駅伝初出場に貢献した。

- 2020年3月15日付で現役を引退[5] 。3月16日より高校の先輩にあたる八木勇樹が代表を務める『OFFICE YAGI』に入社、トレーニングジムである『RDC GYM』のスタッフ、ランニングチームである『RDC TOKYO』のコーチに就任。

## 自己記録・成績

### 自己ベスト記録
- 1500m - 3分49秒90
- 5000m - 13分38秒08
- 10000m - 28分17秒56
- ハーフマラソン - 1時間01分21秒(当時日本人学生歴代3位タイ)

### 国際大会成績
| 年   | 大会                                   | 種目           | 順位 | 記録         |
| ---- | -------------------------------------- | -------------- | ---- | ------------ |
| 2012 | 第15回アジアジュニア陸上競技選手権大会 | 5000m          | 3位  | 14分58秒23   |
| 2014 | 第15回世界ジュニア陸上競技選手権大会   | 10000m         | 7位  | 29分11秒40   |
| 2015 | 第28回夏季ユニバーシアード             | 5000m          | 10位 | 14分33秒85   |
| 2015 | 第28回夏季ユニバーシアード             | 10000m         | 3位  | 29分19秒30   |
| 2016 | 第22回世界ハーフマラソン選手権大会     | ハーフマラソン | 35位 | 1時間4分43秒 |

### 大学駅伝成績
| 学年             | 出雲駅伝                    | 全日本大学駅伝              | 箱根駅伝                          |
| ---------------- | --------------------------- | --------------------------- | --------------------------------- |
| 1年生 (2013年度) | 第25回 2区-区間2位 16分44秒 | 第45回 5区-区間賞 34分18秒  | 第90回 4区-区間賞 54分41秒        |
| 2年生 (2014年度) | 第26回 1区- ― 大会中止      | 第46回 2区-区間2位 38分21秒 | 第91回 3区-区間賞 1時間02分40秒   |
| 3年生 (2015年度) | 第27回 1区-区間賞 22分34秒  | 第47回 1区-区間4位 43分19秒 | 第92回 3区-区間2位 1時間02分53秒  |
| 4年生 (2016年度) | 第28回 ー - ー 出走なし     | 第48回 ー - ー 出走なし     | 第93回 4区-区間18位 1時間08分14秒 |

### 実業団駅伝成績
- 第60回東日本実業団対抗駅伝競走大会 5区 区間18位 23分37秒

## 関連人物
- 大八木弘明 … 駒澤大学陸上部監督
- 大塚祥平 … 大学の同期
- 西山雄介 … 大学の同期